# ТЕС Буруллус
ТЕС Буруллус — теплова електростанція в Єгипті, розташована за 70 км на схід від Александрії, на косі, що відділяє озеро Буруллус від Середземного моря. 
ТЕС Буруллус є однією з трьох надпотужних станцій (поряд з ТЕС Нова Столиця та Бені-Суейф), замовлених Єгиптом у компанії Siemens в 2015 році для подолання енергодефіциту в країні. Кожна з них має чотири енергоблоки, споруджені за технологією комбінованого парогазового циклу. Один блок складається із двох газових турбін SGT5-8000H потужністю по 400 МВт, які через котли-утилізатори живлять парову турбіну SST-5000 такої ж одиничної потужності. По завершенні будівництва зазначені ТЕС стали найбільшими не лише в Єгипті, але й у світі в категорії парогазових станцій. 
Газові турбіни, кожна з яких важить 890 тонн, постачив завод Siemens у берлінському районі Моабіт. Для доставки за призначенням спершу їх вантажили у річковому порту Berlin Westhafen на баржі, що прямують в один з глибоководних портів на північноморському узбережжі. Генератори SGen5-2000H (вага 756 тонн) та парові турбіни (вага 670 тонн) виробили на заводі концерну в Мюльгаймі-на-Рурі біля Дуйсбурга, звідки вони так само транспортувались по внутрішнім водним шляхам до морських портів. Надалі обладнання відправлялось в Єгипет з Роттердама, Гамбурга або Антверпена. 
Місцевими партнерами у будівництві станцій були компанії Orascom Construction та El-Sewedy Electric.
Станція розрахована на споживання природного газу, проте дві турбіни SGT5-8000H мають змогу працювати і на нафтопродуктах. Природний газ для роботи станції надходить по трубопровідному коридору Ідку – Ель-Гаміль.
Для охолодження на ТЕС Буруллус використовується морська вода. Видача продукції відбувається через ЛЕП, розраховану на напругу 500 кВ.
У березні 2017 року в присутності Президента Єгипту та Федерального канцлера Німеччини відбулась офіційна церемонія, присвячена завершенню першої фази робіт на ТЕС Буруллус та Нова Столиця. Як зазвичай відбувається у випадках з парогазовими станціями, введення об'єктів починається із запуску газових турбін.
Для концерну Siemens контракт на спорудження зазначених трьох ТЕС став найбільшим одиничним замовленням в історії та допоміг відтермінувати на кілька років скорочення персоналу, викликане зниженням попиту на традиційне енергетичне обладнання в умовах розвитку відновлюваної енергетики.